# Атлетик (София)
Атлетик е несъществуващ български футболен клуб от София.

## История
Атлетик е основан през 1910 година под името Клуб футбол (Матинката) и е бил от района на Докторската градина. През 1913 г. Клуб футбол и още няколко по-малки отбора се обединяват и на учредителното събрание създават Атлетик. Уставът на клуба е утвърден в съда през 1914 г. Първоначалното игрище на Атлетик се намира на мястото на сегашния ст. „Васил Левски“. Вторият терен на Атлетик се е намирал на мястото на Ректората на СУ, но той е отнет през 1923 г. Отборът е играел с жълто-черни екипи. През 1919 г. част от членовете му се отделят и основават Офицерски спортен клуб. Атлетик участва в първите организирани футболни срещи на територията на София през 1922, както и през следващата 1923, когато има разцепление и столичните клубове са разделени на Софийска спортна лига, в която участва Атлетик, и Софийски спортен съюз. През 1923 се обединява с ОСК Слава под името АС-23. Освен футбол в Атлетик се практикуват и други спортове като хокей, баскетбол, лека атлетика, тежка атлетика, бейзбол, фехтовка и други.

## Известни футболисти
- Иван Матинчев
- Павел Грозданов
- Благой Балъкчиев
- Любомир Ангелов